# Hormurus
Genre
Hormurus est un genre de scorpions de la famille des Hormuridae.

## Distribution
Les espèces de ce genre se rencontrent en Océanie et en Asie du Sud-Est.

## Liste des espèces
Selon The Scorpion Files (21/11/2023) :
- Hormurus ancylolobus Monod & Prendini, 2023
- Hormurus araiaspathe Monod & Prendini, 2023
- Hormurus barai Monod, Iova & Prendini, 2023
- Hormurus boholiensis Kraepelin, 1914
- Hormurus cameroni Monod, Austin & Prendini, 2023
- Hormurus hypseloscolus Monod & Prendini, 2023
- Hormurus ischnoryctes Monod & Prendini, 2013
- Hormurus karschii (Keyserling, 1885)
- Hormurus krausi Monod & Prendini, 2023
- Hormurus litodactylus (Monod & Volschenk, 2004)
- Hormurus longimanus (Locket, 1995)
- Hormurus macrochela Monod, 2013
- Hormurus maiwa Monod & Prendini, 2023
- Hormurus menapi Monod & Prendini, 2023
- Hormurus muyua Monod & Prendini, 2023
- Hormurus neocaledonicus (Simon, 1877)
- Hormurus ochyroscapter Monod, 2013
- Hormurus oyatabu Monod & Prendini, 2023
- Hormurus oyawaka Monod & Prendini, 2023
- Hormurus papuanus Kraepelin, 1914
- Hormurus penta (Francke & Lourenço, 1991)
- Hormurus polisorum (Volschenk, Locket & Harvey, 2001)
- Hormurus sibonai Monod & Prendini, 2023
- Hormurus slapcinskyi Monod & Prendini, 2023
- Hormurus sporacanthophorus Monod & Prendini, 2023
- Hormurus tagula Monod & Prendini, 2023
- Hormurus waigiensis (Gervais 1843)
- Hormurus yela Monod & Prendini, 2023

## Systématique et taxinomie
Ce genre a été décrit par Thorell en 1876. Il est placé en synonymie avec Liocheles par Karsch en 1880. Il est relevé de synonymie par Monod, Harvey et Prendini en 2013.

## Publication originale
- Thorell, 1876 : « On the classification of scorpions. » Annals and Magazine of Natural History, sér. 4, vol. 17, no 97, p. 1- 15 (texte intégral).